# التخلي عن الدولار

الاستخدام العالمي للدولار الأمريكي:
الولايات المتحدة
المتبنيون الخارجيون للدولار الأمريكي
العملات مرتبطة بالدولار الأمريكي
العملات مرتبطة بالدولار الأمريكي مع نطاق ضيق
استخدام اليورو في جميع أنحاء العالم:
منطقة اليورو
المتبنون الخارجيون لليورو
العملات مرتبطة باليورو
العملات المرتبطة باليورو مع نطاق ضيق

يشير التخلي عن الدولار إلى البلدان التي تقلل من اعتمادها على الدولار الأمريكي كعملة احتياطية أو وسيلة صرف أو كوحدة حساب.
بدأ الدولار الأمريكي في إزاحة الجنيه الإسترليني كعملة احتياطية دولية منذ عشرينيات القرن الماضي منذ أن خرجت من الحرب العالمية الأولى سالمة نسبيًا وبما أن الولايات المتحدة كانت متلقية كبيرة لتدفقات الذهب في زمن الحرب. بعد أن برزت الولايات المتحدة كقوة عظمى أقوى خلال الحرب العالمية الثانية، أنشأت اتفاقية بريتون وودز لعام 1944 النظام النقدي الدولي بعد الحرب، حيث صعد الدولار الأمريكي ليصبح العملة الاحتياطية الرئيسية في العالم للتجارة الدولية، والعملة الوحيدة بعد الحرب المرتبطة بالذهب بسعر 35 دولارًا للأونصة.
بعد إنشاء نظام بريتون وودز، تم استخدام الدولار الأمريكي كوسيط للتجارة الدولية. تمارس وزارة الخزانة الأمريكية إشرافًا كبيرًا على شبكة التحويلات المالية SWIFT، وبالتالي لها تأثير كبير على أنظمة المعاملات المالية العالمية، مع القدرة على فرض عقوبات على الكيانات والأفراد الأجانب.

## تخفيض قيمة الدولار
في ظل نظام بريتون وودز الذي تم إنشاؤه بعد الحرب العالمية الثانية، تم تثبيت قيمة الذهب عند 35 دولارًا للأونصة، وبالتالي ارتبطت قيمة الدولار الأمريكي بقيمة الذهب. ومع ذلك، أدى ارتفاع الإنفاق الحكومي في الستينيات إلى شكوك حول قدرة الولايات المتحدة على الحفاظ على قابلية التحويل هذه، حيث تضاءلت مخزونات الذهب حيث بدأت البنوك والمستثمرون الدوليون في تحويل الدولار إلى ذهب، ونتيجة لذلك، بدأت قيمة الدولار في الانخفاض. في مواجهة أزمة العملة الناشئة والخطر الوشيك المتمثل في عدم تمكن الولايات المتحدة من استرداد الدولار مقابل الذهب، تم إنهاء قابلية تحويل الذهب أخيرًا في عام 1971 من قبل الرئيس نيكسون، مما أدى إلى "صدمة نيكسون".
لذلك لم تعد قيمة الدولار الأمريكي مرتبطة بالذهب، ووقعت على عاتق مجلس الاحتياطي الفيدرالي للحفاظ على قيمة العملة الأمريكية. ومع ذلك، استمر الاحتياطي الفيدرالي في زيادة المعروض من النقود، مما أدى إلى تضخم مصحوب بركود وانخفاض سريع في قيمة الدولار الأمريكي في السبعينيات. كان هذا إلى حد كبير بسبب وجهة النظر الاقتصادية السائدة في ذلك الوقت التي تم ربط التضخم والنمو الاقتصادي الحقيقي (منحنى فيليبس)، لذلك كان يعتبر التضخم معتدلاً نسبيًا. بين عامي 1965 و1981، فقد الدولار الأمريكي ثلثي قيمته.

## احتياطيات البنك المركزي
وفقًا لمسح صندوق النقد الدولي لتكوين العملات لاحتياطيات النقد الأجنبي الرسمية (COFER)، انخفضت حصة الاحتياطيات التي تحتفظ بها البنوك المركزية بالدولار الأمريكي من 71 بالمائة في عام 1999 إلى 59 بالمائة في عام 2021.

## التطورات القطاعية

### تداول النفط و/ أو السلع الأخرى

#### الأرجنتين
بدءًا من أوائل عام 2023، تخطط الأرجنتين للانضمام إلى البرازيل في سداد قيمة الواردات الصينية باستخدام اليوان بدلاً من الدولار الأمريكي. هدف البلاد هو حماية احتياطياتها المتناقصة من الدولارات الأمريكية. تواجه الأرجنتين انخفاضًا كبيرًا في الصادرات الزراعية بسبب الجفاف الشديد، مما أدى إلى انخفاض تدفق الدولارات. في أبريل 2023، تعتزم الأرجنتين شراء ما يقرب من مليار دولار أمريكي من الواردات الصينية باستخدام اليوان. بعد ذلك، تهدف الدولة إلى دفع حوالي 790 مليون دولار من الواردات الشهرية باليوان الصيني.

#### البرازيل
في أواخر مارس 2023، أبرمت الصين والبرازيل اتفاقية لإجراء التجارة باستخدام عملتيهما. تحتل الصين مكانة أكبر شريك تجاري للبرازيل، حيث سجل حجم التجارة الثنائية حوالي 150.5 مليار دولار أمريكي (200 مليار دولار أمريكي) العام الماضي. يمثل هذا العام الرابع عشر على التوالي الذي تحافظ فيه الصين على مكانتها كشريك تجاري أساسي للبرازيل. بالإضافة إلى ذلك، تبرز البرازيل كأول دولة في أمريكا اللاتينية تتجاوز حجم تداولها 100 مليار دولار أمريكي مع الصين.

#### بوليفيا
في أبريل 2023، كشف الرئيس البوليفي لويس آرس أن الحكومة تدرس بنشاط اعتماد اليوان الصيني كبديل للدولار الأمريكي لإجراء التجارة الدولية. ينبع القرار من التحدي المستمر لبوليفيا المتمثل في عدم كفاية السيولة في الأسواق المحلية، مع تصاعد النقص في الدولار الأمريكي منذ أوائل عام 2023، بسبب انخفاض صافي الاحتياطيات الدولية.

#### الصين
منذ عام 2011، تحولت الصين تدريجياً من التجارة بالدولار الأمريكي لصالح اليوان الصيني، وفي مارس 2018، بدأت الصين في شراء النفط باليوان المدعوم بالذهب.
في مارس 2022، زعمت تقارير متعددة أن المملكة العربية السعودية تجري محادثات مع الصين بشأن تداول النفط والغاز السعودي مع الصين باليوان الصيني بدلاً من الدولار.
في ديسمبر 2022، في قمة الصين ودول مجلس التعاون الخليجي، دعا الرئيس شي جين بينغ إلى تسوية مدفوعات تجارة النفط باليوان. وصرح وزير الخارجية وانغ يي أن العلاقات الصينية العربية شهدت "تحسنا تاريخيا".

#### ايران
ونتيجة للعقوبات الأميركية، حاولت إيران جاهدة تقليل اعتمادها على الدولار. تبحث البلاد عن طرق أو طرق بديلة لإجراء التجارة الدولية باستخدام عملات متنوعة مثل اليورو. وتسعى جمهورية إيران الإسلامية أيضًا إلى تطبيق تكنولوجيا البلوكتشين والعملات الرقمية من أجل تجاوز النظام المالي الدولي وكذلك للحد من تأثير العقوبات.

#### المملكة العربية السعودية
وفي يناير 2023، صرح وزير المالية السعودي محمد الجدعان، بأن المملكة مفتوحة للتداول بالعملات الأخرى إلى جانب الدولار الأمريكي، ويعتبر هذا التعبير هو المرة الأولى منذ 48 عامًا.

#### تركيا
قدم الرئيس التركي استراتيجية جديدة لتقليل الاعتماد على الدولار الأمريكي في التجارة العالمية. والهدف هو إقامة التجارة دون استخدام الدولار مع الشركاء التجاريين الدوليين لتركيا. وقد أشار الرئيس إلى استعداده للانخراط في التجارة مع الصين باستخدام العملات المحلية، مما يشير إلى التحول بعيدا عن الدولار. بالإضافة إلى ذلك، جرت محادثات حول إمكانية استبدال الدولار الأمريكي بعملة وطنية أخرى في المعاملات مع إيران. ويرجع هذا الاختيار إلى عوامل سياسية واقتصادية، حيث تسعى تركيا جاهدة لدعم عملتها المحلية من خلال النأي بنفسها عن الدولار الأمريكي.

#### الهند
تستكشف الهند سبل تعزيز اقتصادها من خلال تقليل اعتمادها على الدولار الأمريكي. تعتقد البلاد أن انخفاض الطلب على الدولار في التجارة الدولية يمكن أن يساعد في استقرار عملتها الوطنية، الروبية. وقد لاحظ زعماء الهند الاتجاه نحو التخلص من الاعتماد على الدولار بين الدول الأخرى، ويسعون الآن إلى زيادة التجارة باستخدام عملتهم الخاصة. ولتحقيق هذا الهدف، تخطط الهند لتحويل الروبية إلى عملة أجنبية وزيادة حصتها في التجارة العالمية.

#### أوروبا
فور بدء الحرب في أوكرانيا، فرضت الدول الغربية في الغالب عقوبات شديدة على السلع والقطاع المصرفي الروسي. رداً على ذلك، وقع الرئيس الروسي فلاديمير بوتين في 31 مارس 2022 مرسوماً يفرض على الدول المعادية اعتباراً من 1 أبريل دفع واردات الغاز الطبيعي بالروبل. ورفض القادة الأوروبيون في البداية دفع ثمن الشحنات بالروبل، مما يشير إلى أن مثل هذه الخطوة ستقوض العقوبات المفروضة بالفعل على موسكو. في أبريل 2022، قامت أربع شركات غاز أوروبية بتسويات مدفوعات التجارة بالروبل. حافظت واردات الغاز من روسيا إلى أوروبا على مستوى مستقر لأشهر معينة، لكنها شهدت انخفاضًا كبيرًا في أعقاب تدمير خطوط أنابيب نورد ستريم. في عام 2023، تراجعت الواردات بنسبة 20% مقارنة بالعام السابق.

#### غانا
في 24 نوفمبر 2022، صرح نائب الرئيس محمدو باوميا بأنهم يعملون على شراء النفط بالذهب وأضاف أن "مقايضة الذهب بالنفط تمثل تغييرًا هيكليًا كبيرًا".

#### روسيا
في أغسطس 2022، اتفقت تركيا وروسيا على استخدام الروبل في تجارة الغاز الطبيعي.
في سبتمبر 2022، قال أليكسي ميلر، الرئيس التنفيذي لشركة غازبروم، إنهم وقعوا اتفاقية لتسديد مدفوعات التجارة بالروبل واليوان بدلاً من الدولار الأمريكي.
في تشرين الثاني (نوفمبر) 2022، أكد نائب رئيس الوزراء الروسي ألكسندر نوفاك أن جميع الغاز الذي يتم توريده إلى الصين عبر سيبيريا يتم تسويته بالروبل واليوان.
في 23 مارس 2022، وقع بوتين على أمر يمنع الدول "غير الصديقة" (بما في ذلك دول الاتحاد الأوروبي والولايات المتحدة واليابان) من شراء الغاز الروسي بأي عملة أخرى إلى جانب الروبل الروسي في أعقاب العقوبات المفروضة في أعقاب الغزو الروسي لأوكرانيا 2022. اعتبارًا من عام 2022، تعد روسيا أكبر مصدر للغاز في العالم، حيث تصدّر 17% من صادرات الغاز العالمية.

#### المملكة العربية السعودية
في يناير 2023، صرح وزير المالية السعودي محمد الجدعان أنه مفتوح للتداول بعملات أخرى غير الدولار الأمريكي، ويعتبر هذا التعبير هو المرة الأولى منذ 48 عامًا.

#### فنزويلا
في أغسطس 2018، أعلنت فنزويلا أنها ستسعّر نفطها باليورو واليوان والروبل والعملات الأخرى.

### (2) احتياطيات العملات الأجنبية

#### مصر
في مايو 2022، أعلن وزير المالية المصري محمد معيط عزمه إصدار سندات باليوان لزيادة رأس المال كآلية لتنويع مصادر التمويل.

#### ميانمار
في سبتمبر 2022، صرح رئيس مجلس إدارة الدولة مين أونج هلاينج أنهم يخططون لتقليل الاعتماد على الدولار الأمريكي وإدراج التجارة في العملات الأجنبية الأخرى. بصرف النظر عن هذا، كان هناك نقاش لاستخدام نظام مير للمدفوعات.

#### كازاخستان
في ديسمبر 2015، أعلنت حكومة كازاخستان والبنك الوطني عن خطط لتقليل الاعتماد على الدولار وتقوية العملة الوطنية. ذكر البيان المشترك لحكومة كازاخستان والبنك الوطني أن نيتهم هي تعزيز عملتهم الوطنية بدلاً من التركيز على القضاء على الدولار الأمريكي. في أغسطس 2016، بعد أن ارتفع التضخم إلى أعلى مستوى له في 6 سنوات، صرح محافظ البنك المركزي الكازاخستاني أنه من الضروري بدء إزالة الدولار.

#### روسيا
في يونيو 2021، صرحت روسيا أنها ستلغي الدولار من صندوق الثروة الوطني لتقليل التعرض للعقوبات الغربية قبل أسبوعين فقط من عقد الرئيس الروسي فلاديمير بوتين أول اجتماع قمته مع الزعيم الأمريكي جو بايدن.
كانت روسيا تخطط لشراء المزيد من اليوان في سوق الصرف الأجنبي في عام 2023 للتسويات التجارية. صرحت وزارة المالية الروسية والبنك المركزي الروسي أنهما سيبيعان حوالي 54.5 مليار روبل بالعملة الأجنبية اعتبارًا من يناير 2023.

### (3) الاتفاقات التجارية الثنائية
قبل عام 1991، كان الاتحاد السوفيتي والهند يتداولان في تبادل الروبل الروبل خلال الحرب الباردة. تتم التجارة المتبادلة بين الهند وروسيا في الغالب بالروبل والروبية بدلاً من الدولار واليورو.
أبرمت اتفاقيات مع أستراليا وروسيا واليابان والبرازيل وإيران للتجارة بالعملات الوطنية. أفادت الأنباء أنه في الربع الأول من عام 2020، انخفضت حصة الدولار في التجارة الثنائية بين الصين وروسيا إلى أقل من 50 في المائة لأول مرة. في عام 2011، أبرمت اليابان اتفاقية مع الصين للتجارة بالعملات الوطنية. بلغت قيمة التجارة الصينية اليابانية 300 مليار دولار أمريكي.
في مارس 2013، خلال قمة البريكس، أبرمت البرازيل اتفاقية مع الصين للتجارة بالريال البرازيلي واليوان الصيني وفي العام نفسه، أبرمت أستراليا اتفاقية مع الصين للتجارة في العملات الوطنية.
في عام 2015، أطلقت الصين نظام الدفع بين البنوك عبر الحدود (CIPS)، وهو نظام دفع يقدم خدمات المقاصة والتسوية للمشاركين في مدفوعات الرنمينبي عبر الحدود والتجارة كبديل لنظام SWIFT. منذ نهاية عام 2019، أنشأت دول الاتحاد الأوروبي اينستكس، وهي وسيلة أوروبية خاصة الغرض (SPV) لتسهيل المعاملات بغير الدولار الأمريكي وغير السويفت مع إيران لتجنب خرق العقوبات الأمريكية. في 11 فبراير 2019، صرح نائب وزير الخارجية الروسي سيرجي ريابكوف أن روسيا مهتمة بالمشاركة في اينستكس.
في مارس 2020، تم إبرام أول صفقة اينستكس بين إيران والاتحاد الأوروبي. وغطت استيراد معدات طبية لمكافحة تفشي COVID-19 في إيران. قالت الدول الأوروبية في مارس 2023 إنها قررت إنهاء مخطط تم وضعه في عام 2019 للسماح بالتجارة مع إيران وحماية الشركات التي تتعامل معها من العقوبات الأمريكية، لكنها كانت صفقة واحدة فقط تم تداولها.
في مارس 2022، دخلت الهند وروسيا في اتفاق تجارة الروبية والروبل. في يوليو 2022، أجرت روسيا وإيران تعديلات على التجارة الثنائية لتقليل الاعتماد على الدولار الأمريكي. قد يعني النظام النقدي الجديد أنه يمكن تسوية الديون في بلدانهم ويمكن أن يقلل الطلب على الدولار الأمريكي بمقدار 3 مليارات دولار سنويًا. في ديسمبر 2022، بدأت سريلانكا وموريشيوس في استخدام الروبية في التجارة الدولية. أبدت طاجيكستان وكوبا ولوكسمبورغ والسودان أيضًا اهتمامًا باستخدام هذه الآلية.
في يناير 2023، كانت روسيا وإيران تخططان للتداول بالعملات المشفرة المدعومة بالذهب كبديل للدولار الأمريكي. أيضًا، في نفس الشهر، اقترحت الأرجنتين والبرازيل عملة مشتركة للتجارة تسمى سور. يجمع سور بين عملة البيزو الأرجنتيني والريال البرازيلي. في الشهر نفسه، أبرمت البرازيل والصين اتفاقية مبدئية للتجارة بالعملات الوطنية بدلاً من الدولار الأمريكي. في مايو 2023، وقعت كوريا الجنوبية وإندونيسيا مذكرة تفاهم لتعزيز التجارة الثنائية في العملات الوطنية، والابتعاد عن الدولار الأمريكي كوسيط.
في أوائل مايو 2023، أبرمت البنوك المركزية لكوريا الجنوبية وإندونيسيا مذكرة تفاهم تهدف إلى تعزيز التعاون في دفع استخدام عملتيهما في المعاملات الثنائية. ويشمل ذلك الترويج لاستخدام عملاتهم في أنشطة مثل معاملات الحساب الجاري والاستثمار المباشر بين البلدين.

### (4) الأصول المقومة بالدولار
كما يلخص الأكاديمي تيم بيل، يرى العديد من المعلقين أن فرض الولايات المتحدة الواسع للغاية للعقوبات المالية على أنه عامل يزيد من إلغاء الدولارات بسبب ردود مثل النظام الروسي المطور لتحويل الرسائل المالية (SPFS)، والبنك الدولي عبر الحدود المدعوم من الصين ونظام الدفع بين البنوك عبر الحدود (CIPS)، والأداة الأوروبية لدعم التبادل التجاري (INSTEX) التي أعقبت انسحاب الولايات المتحدة من خطة العمل الشاملة المشتركة (JCPOA) مع إيران.

#### روسيا
سرَّع الاتحاد الروسي عملية إزالة الدولار في عام 2014 نتيجة تدهور العلاقات مع الغرب. في عام 2017، تم تطوير نظام تحويل الرسائل المالية (SPFS)، وهو بديل روسي لنظام التحويل المالي SWIFT، من قبل البنك المركزي الروسي. كان النظام قيد التطوير منذ عام 2014، بعد أن هددت حكومة الولايات المتحدة بفصل روسيا عن نظام SWIFT. أعلنت لوك أويل، وهي شركة مملوكة للدولة، أنها ستعثر على بديل للدولار.
في 17 مارس 2022، أعلن أناتولي أكساكوف، رئيس لجنة مجلس الدوما المعنية بالسوق المالي، أن البنك المركزي الروسي وبنك الشعب الصيني يعملان على ربط أنظمة المراسلة المالية الروسية والصينية. وأشار أيضًا إلى بداية تطوير أنظمة نقل المعلومات باستخدام سلاسل الكتل، بما في ذلك الروبل الرقمي واليوان الرقمي. في 31 مارس 2022، نشرت صحيفة إيكونوميك تايمز معلومات تفيد بأن الهند عرضت على روسيا نظام معاملات جديد مع تحويل التجارة إلى الروبل والبرنامج الخاص للأمن الغذائي، والذي سيعمل من خلال بنك الاحتياطي الهندي وبنك فنشيكونوم الروسي. وبحسب نفس البيانات، سيتم تشغيل النظام في غضون أسبوع.
في 30 مارس 2023، صرح نائب رئيس مجلس الدوما ألكسندر باباكوف على هامش منتدى الأعمال الروسي الهندي في نيودلهي أن دول البريكس يمكنها إنشاء عملة جديدة لن تكون مدعومة بالذهب ولكن بموارد حقيقية، بما في ذلك الأرض والمعادن الأرضية النادرة.

#### زيمبابوي
بعد عام من أن يكون الدولار الزيمبابوي هو العملة القانونية الوحيدة، اعتمدت زيمبابوي تخلي عن الدولار بسبب التضخم المفرط. في يونيو 2019، قللت أيضًا من استخدام نظام متعدد العملات وفضلت التحول إلى الدولار الأمريكي. في مقابلة مع وزير المالية السابق تنداي بيتي، أشار إلى أن إلغاء الدولارات قد فشل ذريعًا.
في عام 2022، قدمت زيمبابوي شكلاً جديدًا من العملات المصنوعة من الذهب، موزي-أو-تونيا، للحد من التضخم منذ ضعف العملة المحلية إلى حد كبير. قال محافظ البنك الاحتياطي جون مانجوديا إن العملات الذهبية ستحتوي على أونصة واحدة من الذهب عيار 22 قيراطًا، ويمكن تنفيذ هذه التجارة محليًا ودوليًا.